# NARCIS (album)
NARCIS este cel de-al patrulea album solo al artistului român Maximilian, lansat la data de 23 octombrie 2024, prin Cașalot Sound.  Acesta conține colaborări cu Vlad Flueraru, Keed, Kobe, Brnkush, Angeles, Kev x Dice și Costel, iar producția muzicală a albumului a fost asigurată de către Esqu, Mitză, Motzu, Aleko și OHMYGOD. NARCIS a fost lansat la o distanță de opt ani față de ultimul album al lui Maximilian, A 5a Roată La Căruță (2016).
Albumul a fost anunțat odată cu lansarea single-ului "MMP" la data de 17 ianuarie 2018 și a fost precedat de o serie de single-uri, precum: "De La Tine Știu" (2017), "Vorbesc Cu Mine" (2018), "Nush CSZ" (2022), "Mileuri & Bibelouri" (2018), "Un Moment" (2023) și "Eram La Drum" (2024).

## Ordinea pieselor
| Nr. | Titlu                                | Autor(i)    | Text                               | Durata |
| --- | ------------------------------------ | ----------- | ---------------------------------- | ------ |
| 1.  | "NARCIS (Intro)"                     | Esqu        | Maximilian                         | 1:23   |
| 2.  | "Bipolar"                            | Esqu        | Maximilian                         | 3:04   |
| 3.  | "De La Tine Știu" (feat. Angeles)    | Esqu        | Maximilian Angeles                 | 3:42   |
| 4.  | "Care Maxi"                          | Esqu        | Maximilian                         | 1:52   |
| 5.  | "Nu-mi Cere Să Cânt"                 | Esqu        | Maximilian                         | 2:09   |
| 6.  | "Uit Chestii"                        | Mitză, Esqu | Maximilian                         | 2:50   |
| 7.  | "Rapperii Îmi Cer" (feat. Costel)    | Esqu        | Maximilian                         | 2:34   |
| 8.  | "Nush CSZ"                           | Esqu        | Maximilian                         | 3:56   |
| 9.  | "MMP" (feat. Brnkush)                | Esqu        | Maximilian, Brnkush                | 3:35   |
| 10. | "2040" (feat. Keed)                  | OHMYGOD     | Maximilian, Keed                   | 3:27   |
| 11. | "Un Moment"                          | Esqu        | Maximilian                         | 3:58   |
| 12. | "Mileuri & Bibelouri"                | Mitză, Esqu | Maximilian                         | 3:!3   |
| 13. | "Știu Deja"                          | Motzu, Esqu | Maximilian                         | 3:45   |
| 14. | "Eram La Drum" (feat. Vlad Flueraru) | Aleko, Esqu | Maximilian, Vlad Flueraru          | 2:29   |
| 15. | "Cercul Vicios (Outro)"              | Esqu        | Maximilian                         | 1:49   |
| 16. | "40" feat. Kobe, Keed, Kev x Dice    | Esqu        | Maximilian, Kobe, Keed, Kev x Dice | 3:52   |

## Personal
- Maximilian - artist principal, textier (piesele 1-16), producător executiv, producător
- Esqu - producție muzicală (piesele 1-9, 11-16), inginer de sunet, mix
- OHMYGOD - producție muzicală (piesa 10)
- Mitză - producție muzicală (piesa 6, 12)
- Motzu - producție muzicală (piesa 13), voci adiționale (piesa 8)
- Aleko - producție muzicală (piesa 14)
- Costel - artist interpret (piesa 7), voci adiționale (piesa 6)
- Angeles - artist interpret (piesa 3), voci adiționale (piesa 9, 12), textier (piesa 3)
- Brnkush - artist interpret (piesa 9), voci adiționale (piesa 10, 11, 13)
- Radu Camburu - chitara bass, chitara electrica (piesa 11, 12)
- Bunicu' Magic - mastering
- Ștefan "Phvne" Pană - artwork, grafică, lettering, ilustrații
- Dragoș Husariu - ilustrații
- Alex Mere - producător executiv
- Marius Chină - producator